# Aerocomp Comp Air 8
L'Aerocomp Comp Air 8 est un avion monoplan utilitaire léger turbopropulsé commercialisé en kit pour la construction amateur par la société américaine Aerocomp.
Il s’agit essentiellement d’un Comp Air 6 dont le fuselage est allongé de 60 cm pour embarquer 7 passagers plus un pilote. Comme les autres productions de la firme, il peut recevoir un train d'atterrissage fixe classique ou tricycle, ou des flotteurs. Le premier vol a eu lieu le 17 juin 1999 [N62750].
En 2005 est apparu le Comp Air 8-52XL au fuselage légèrement redessiné et élargi pour assurer un meilleur confort aux passagers.
On comptait huit Comp Air 8 sur le registre aéronautique des États-Unis en 2006.